# پل مایکل لوتزلر
پل مایکل لوتزلر (انگلیسی: Paul Michael Lützeler؛ زادهٔ ۴ نوامبر ۱۹۴۳) متخصص ادبیات، و استاد دانشگاه اهل ایالات متحده آمریکا است. در زمینه مطالعات آلمانی و ادبیات تطبیقی مشغول است. ادبیات تطبیقی است. او به عنوان استاد دانشگاه برجسته روزا می در علوم انسانی در دانشگاه واشنگتن در سنت لوئیس تدریس می‌کند. وی همچنین برندهٔ جوایزی همچون مدال گوته و کمک‌هزینه گوگنهایم شده‌است.

## زندگی
لوتزلر ادبیات، فلسفه و تاریخ آلمانی و انگلیسی را در برلین، ادینبورگ، وین و مونیخ تحصیل کرد. در سال ۱۹۶۸ به ایالات متحده مهاجرت کرد و در ۱۹۷۲ از پایان‌نامه خود در دانشگاه ایندیانا در بلومینگتون دفاع کرد. در سال ۱۹۷۳ به سنت لوئیس رفت و در آنجا استاد دانشگاه واشینگتن شد. وی از سال ۱۹۹۳ تا ۱۹۹۵ رئیس شورای سنای دانشکده دانشگاه واشینگتن بود.